# Base Dulce
Base Dulce è il nome attribuito a una presunta installazione militare situata nel sottosuolo di Dulce (USA), nell'ambito delle teorie del complotto.
L'esistenza di tale supposta base è solo oggetto di dibattito: non esistono documenti di alcun genere a prova della sua esistenza. Assieme all'Area 51, la cui esistenza è però ammessa dall'esercito degli Stati Uniti d'America, è entrata nell'immaginario collettivo in ambito ufologico e complottista. Questa possibile base è, infatti, molto presente nelle teorie del complotto riguardanti UFO e leggende urbane dello stesso ambiente.
Secondo alcuni ufologi, la base, coperta dalle attività militari, sarebbe un centro per lo studio delle specie aliene, nuovi velivoli (Stealth) e armi innovative (a microonde, laser, e così via).
Secondo Paul Bennewitz, inoltre, la base di Dulce sarebbe collegata, attraverso un tunnel, a Los Alamos; da quest'altra base s'inarcherebbero altri tunnel con lo scopo di collegare numerose altre installazioni segrete in modo da ottimizzare la gestione dell'intero complesso di sotterranei.

## Cooperazione USAF-Alieni
Secondo gli ufologi che sostengono la sua esistenza, questa base sotterranea avrebbe lo scopo di nascondere una cooperazione tra gli eserciti statunitense e inglese e alcune specie aliene. Sarebbe in atto una cooperazione militari-alieni, da cui Stati Uniti ricaverebbero un proficuo vantaggio in campo tecnologico e medico. Secondo i progenitori di queste teorie, tra cui Paul Bennewitz, nel 1966, a Dulce, sarebbe stato stipulato un patto tra i generali dell'USAF e i contingenti alieni; il presunto patto è denominato Plato Act. Prove a favore di questo patto sarebbero l'aumento dei casi di mutilazione di animali nel Nuovo Messico e le presunte Abduzioni in territorio statunitense. Gli Stati Uniti avrebbero concesso queste azioni per ottenere, in cambio, armi avveniristiche e cure per malattie.
Gli ufologi sostengono che le tecnologie laser e Stealth sarebbero frutto di questa cooperazione tra umani e alieni, ma entrano in questa lista anche il transistor, armi a microonde, armi al plasma e armi a particelle, avanzamento sugli studi dell'antimateria e dell'antigravità, virus quali SARS e HIV, studi superficiali sulla propulsione gravitazionale e sull'uso di varchi temporali.

## Casi ufologici a Dulce
Prima che la base assumesse notorietà attraverso Paul Bennewitz e altri studiosi, nell'area di Dulce furono molto presenti casi ufologici di cui la gente del posto fu testimone, partendo dai comuni avvistamenti di Ufo, a casi di abduction e di mutilazione del bestiame.

### Mutilazioni dei capi del bestiame
Prima che si supponesse l'esistenza di questa base, a partire dagli anni settanta, più precisamente dal periodo 1975-83, nell'area di Dulce furono oggetto di discussione i casi sempre più frequenti di mutilazioni dei capi di bestiame; la polizia locale aprì un'inchiesta per cercarne una spiegazione.

### Abduzioni
Alcune persone che sostengono di essere state rapite dagli alieni o, più recentemente, anche dai militari dicono di essere portate in basi sotterranee.
Secondo i complottisti, la Base Dulce sarebbe una di quelle installazioni in cui verrebbero portati i rapiti.

## Base Dulce in televisione, nelle fiction, giochi da tavolo e nei videogames
La Base Dulce è apparsa in episodi di varie opere, quali: 
- il programma televisivo UFO Hunters, trasmesso dalla rete History;
- la serie a fumetti Invisibles;
- la serie di romanzi di fantascienza Area 51 novels;
- in un dialogo tra due commiltoni nel gioco "Ghost Recon - Future Soldier" uno dice all'altro: «Anche noi abbiamo i nostri segreti, cosa pensi direbbero i russi se trovassero la nostra base di Dulce».
- nel gioco da tavolo "Secret Unknown Stuff: Escape From Dulce Base", della Sentient Cow Games.